# 諾森伯蘭國家公園
諾森伯蘭國立公園是英格蘭最北部的國立公園。公園位於諾森伯蘭郡境內，面積超過1030平方公里，約佔該郡四分之一大，西北面與蘇格蘭接壤，南面則以哈德良長城為界。諾森伯蘭國立公園是最少人口及訪客的國立公園之一。
公園內有多個不同的地區。北面是英格蘭與蘇格蘭的天然邊界－切維厄特丘陵。再往南是荒野，部分是林業種殖場，成為基爾德森林。哈德良長城的中段坐落於公園的最南部。
公園內的古跡可上溯到10,000年前，有史前遺跡、羅馬人遺跡，以至佩爾塔，抵禦邊境山賊）的防衛建築）。
公園的官方標誌是白腰杓鷸。

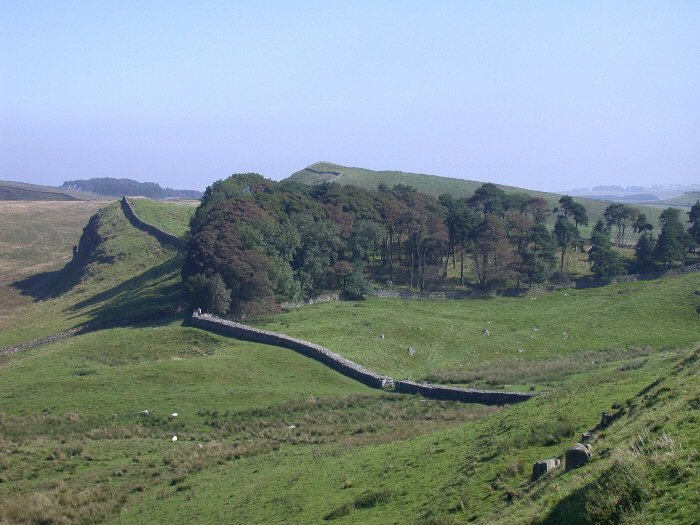
橫越公園的哈德良長城
地圖

## 外部連結
- 諾森伯蘭國立公園首頁（页面存档备份，存于）（英文）
- 諾森伯蘭國立公園登山拯救隊首頁（页面存档备份，存于）（英文）
- 英國旅遊局（页面存档备份，存于）（英文）